# Club Deportivo Evinayong
El Club Deportivo Evinayong es un equipo de fútbol del distrito de mismo nombre, que milita en la Primera División de Guinea Ecuatorial, la liga de fútbol más importante del país. También posee una sección femenina.

## Historia
El club tuvo su primer registro de participación en el fútbol nacional en la temporada 2021/22, compitiendo en la Segunda División. Ese año formó parte del Grupo A de la Región Continental, en una fase regional dividida entre las regiones continental y insular. En la Liguilla de Segunda División, formada por los tres primeros clasificados de los grupos A y B de la región continental, el club fue uno de los dos equipos de esa región que logró el ascenso a Primera División. En la Copa, se enfrentó a la Asociación Deportiva Messi Nkulu en la primera ronda, aunque se desconoce el resultado exacto, se sabe que no avanzó a la tercera ronda.
En 2023, ya en Primera División, el club compitió en la liguilla continental pero no logró clasificarse para la Liguilla, permaneciendo, sin embargo, en la máxima categoría. Esa misma temporada, en la Copa, fue eliminado en cuartos de final de la región continental por la Academia Deportiva EDSA.
En la temporada 2023/24, el club terminó en cuarto lugar de la Primera División, a tres puntos de un lugar en la Liguilla. En la Copa, nuevamente fueron eliminados por EDSA, esta vez en octavos de final. En agosto de 2023, ganó el Torneo Triangular Internacional, torneo amistoso celebrado con motivo de la inauguración del estadio Ignacio Milam Tang, tras vencer en penales al Deportivo Unidad en la semifinal y al Canon de Yaoundé en la final, ambos por 5-4.

## Entrenadores
- Juvencio Otogo Bibang (2023-2024)[8][1]
- Claudio (2024-presente)[1]

## Presidentes
En el pasado, Eulogio Esono Maye fue presidente, aunque se desconoce el periodo. Guillermina Mekuy, exministra de Cultura y Turismo de Guinea Ecuatorial, presidió el club entre noviembre de 2022 y septiembre de 2023. Su elección se produjo en un contexto en el que sólo su candidatura fue recibida por la junta directiva. Durante su mandato, unificó las juntas directivas masculina y femenina del club, hasta entonces dirigidas por separado por Valentín Nzambi y Raimundo Alo Moyo-Moryson, respectivamente. Guillermina dimitió en septiembre de 2023 debido a compromisos internacionales que limitaban su contacto directo con el equipo. Ese mismo mes, Valentín Nzambi retomó la presidencia del club, cargo que ocupó hasta septiembre de 2024, cuando volvió a dimitir.

## Estadio
El estadio del Deportivo Evinayong es el estadio Ignacio Milam Tang, un complejo polideportivo inaugurado en 2023. El estadio tiene una superficie de 19.000 metros cuadrados y capacidad para 3.590 espectadores en partidos de fútbol. También cuenta con infraestructuras para otros deportes, como canchas de baloncesto, voleibol y tenis y una pista de atletismo.